# Ctenichneumon gracilior
Ctenichneumon gracilior là một loài tò vò trong họ Ichneumonidae.